# Dumfries and Galloway Constabulary
Le Dumfries and Galloway Constabulary (litt. Gendarmerie de Dumfries et Galloway) était une police locale (en) responsable de la council area de Dumfries and Galloway jusqu'au 1er avril 2013, date de sa fusion avec toutes les autres forces policières locales écossaises pour former la Police de l'Écosse. 

## Chefs constables
- 1948–1965 – Sydney Arthur Berry
- 1965–1984 – Alexander Campbell
- 1984–1989 – John Boyd
- 1989–1994 – George Esson
- 1994–1996 – Roy Cameron Lothian and Borders Police[Note 1]
- 1996–2001 – William Rae
- 2001–2007 – David Strang
- 2007–2013 – Patrick Shearer